# Ammerbuch
Ammerbuch là một xã ở huyện district of Tübingen, ở bang Baden-Württemberg, thuộc nước Đức. Đô thị này có diện tích 49,99 km², dân số thời điểm 31 tháng 12 năm 2006 là 11.701người. Đô thị này có cự ly 7 km về phía tây bắc Tübingen.